# Armenteule
Armenteule foi uma antiga comuna francesa na região administrativa de Occitânia, no departamento dos Altos Pirenéus. Estendia-se por uma área de 0,7 km², Em 2010 a comuna tinha 60 habitantes (densidade: 85,7 hab./km²)..
Em 1 de janeiro de 2016, ela foi incorporada ao território da nova comuna de Loudenvielle.